# 及川拓郎
及川 拓郎（おいかわ たくろう、1978年8月18日 - ）は、日本の脚本家、作家、映画監督。

## 概略
劇団に所属したが解散後、映像ディレクターとして数々のCM、MVの演出を手がける。
2004年、『ボン・ボヤージュ!』にて、映画監督・脚本家としての活動を開始。現在に至る。

## 経歴
岩手県水沢市（現・奥州市）に生まれる。1997年 岩手県立水沢高等学校卒業。1998年 早稲田大学教育学部入学。上京と共に早稲田大学演劇研究会に入会し、演出を学ぶ。大学はその後中退。
2004年 「ボン・ボヤージュ!」にて映画監督デビュー。2009年 ベルリン国際映画祭に「バンカラ」がプレセールス日本代表として参加。2010年 沖縄国際映画祭に「宇宙で1番ワガママな星」を出品。

## 作品リスト

### 映画
- ボン・ボヤージュ!（2004年、天華堂）監督・脚本
- Ai-Oi（2004年、ブロードバンドピクチャーズ）監督・脚本
- 純喫茶エルミタージュ（2005年、ブロードバンドピクチャーズ）監督・脚本
- 一生の?お願い（2005年）演出補
- HAPPY BIRTHDAY（2005年、NETCINEMA.TV コンソーシアム）監督・脚本[1]
- The Game（2009年、アミューズ）
- The Game（2010年、アミューズ）
- 宇宙で一番ワガママな星（2010年、テレビ朝日）※脚本
- シャッフル（2011年、ビターズ・エンド）監督・脚本
- 監禁探偵（2013年、ファントム・フィルム）監督
- 僕は友達が少ない（2014年、東映）監督・脚本
- サムライフ（2015年、ビターズ・エンド）※脚本

### テレビドラマ
- スミレ16歳!!（2008年、BSフジ）監督・脚本
- ザ・クイズショウ（2008年、日本テレビ）監督・脚本
- スクラップ・ティーチャー〜教師再生〜（2008年、日本テレビ）脚本
- ザ・クイズショウ（ゴールデン版）（2009年、日本テレビ）※脚本のみ
- 深夜食堂（2009年、MBS、TBS）監督・脚本
- 宇宙犬作戦（2010年、テレビ東京）監督・脚本
- ザ・ミュージックショウ（2011年、日本テレビ）演出・脚本
- 妄想捜査～桑潟幸一准教授のスタイリッシュな生活（2012年、テレビ朝日）演出・脚本
- 終電ごはん（2013年、テレビ東京）演出
- 鉄神ガンライザーNEO（2014年、テレビ岩手）監督・脚本
- マッチング・ラブ（2014年、TBS）監督
- 鉄神ガンライザーNEO2（2015年、テレビ岩手）監督・脚本
- スペシャリスト（2016年、テレビ朝日）監督
- 刑事7人 第2シーズン（2016年、テレビ朝日）監督
- 嫌われる勇気（2017年、フジテレビ）演出
- 刑事7人 第3シーズン（2017年、テレビ朝日）監督
- 鉄神ガンライザー零（2017年、テレビ岩手）監督・脚本
- ユニバーサル広告社〜あなたの人生、売り込みます!〜 （2017年、テレビ東京）監督
- 刑事7人 第4シーズン（2018年、テレビ朝日）監督
- 刑事ゼロ（2019年、テレビ朝日）監督・脚本
- 刑事7人 第5シーズン（2019年、テレビ朝日）監督・脚本
- 刑事ゼロ スペシャル（2019年、テレビ朝日）監督
- 鉄神ガンライザーNEOサーガ（2019年 - 2020年、テレビ岩手）監督・脚本
- ケイジとケンジ〜所轄と地検の24時〜（2020年、テレビ朝日）演出
- 刑事ゼロ スペシャル（2020年、テレビ朝日）監督
- 真夏の少年〜19452020（2020年、テレビ朝日）監督
- 歴史迷宮からの脱出〜リアル脱出ゲーム×テレビ東京〜（2020年、テレビ東京）監督
- アノニマス〜警視庁“指殺人”対策室〜（2021年、テレビ東京）監督
- ザ・ハイスクール ヒーローズ（2021年、テレビ朝日）監督
- しろめし修行僧（2022年、テレビ東京）監督
- トモダチゲームR4（2022年、テレビ朝日）監督
- 弁護士ソドム（2023年、テレビ東京）監督
- 「離婚弁護士 スパイダー」～慰謝料争奪編～（2024年、日本テレビ）監督
- 日本一の最低男 ※私の家族はニセモノだった（2025年、フジテレビ）演出
- 「離婚弁護士 スパイダー」シーズン2〜偽りと裏切り編〜（2025年、日本テレビ）演出
- 最後の鑑定人（2025年、フジテレビ）脚本

### 配信ドラマ
- ラヴコンシェル 第8週 「トランクの女」（2013年、NOTTV）演出・脚本
- Game Of Spy（2022年、Amazon Prime Video）監督
- 「離婚弁護士 スパイダー」シーズン3〜容疑者 美雲飛鳥〜（2025年、Hulu）演出

### 舞台
- フナレ第一回公演『The ather side nipples 〜瀬戸際の女達〜』( 2006年8月10日 - 8月22日)
- 今井事務所番外・少年オヤジ
  - 第一回公演『カサブタ 〜牧野家の幸福な人々〜』（2006年11月24日 - 11月26日）
  - 出演：西岡秀記、堀本能礼、真田幹也、芳野友美、金澤ゆかり、延増子
  - 第二回公演『ササクレ 〜神様になれなかったあの子〜』（2007年11月13日 - 11月18日）
  - 出演：堀本能礼、真田幹也、大城美和、椎名令恵、松坂早苗、藍山みなみ、新納敏正
- アットムービープロデュース・劇団スパイスガーデン
  - 旗揚げ公演『バンカラ 〜友へ捧げる最後のエール〜』（2008年11月19日 - 11月24日）
  - 第二回公演『アイドル 〜失われたキミを求めて〜』(2009年9月)
  - 第三回公演『シャッフル』（2010年）
  - 第四回公演『バンカラ〜友に捧げる最後のエール〜（再演）』（2011年）
  - 東京タワーエンタメ祭『シャッフル』（2011年）
- アミューズプロデュース
  - BLACK PEARL
  - Mystic Topaz
  - ジュエリーホテル
  - 見上げればあの日と同じ空

### CM・その他映像演出
- 読売新聞G+（2003年）
- ダイキサウンド（2004年）
- FORD JAPAN ムスタング（2006年）
- ユニリーバ 記念映像（2006年）
- ユニリーバ Cis記念映像（2007年）
- ASAHI NEWSTAR　団塊ちゃんねるOP（2007年）
- JCN レッツ!ジェイ・シー・エヌ（2007年）
- シック『ヒゲチェン』店頭CM・演出協力（2007年）
- ぼくたちと駐在さんの700日戦争番外編・TRICK or TREAT（2008年、ギャガ）
- 大塚美容形成外科（2012年）

### その他
- アヴァロン・ベイビーズ漫画・森園みるく 作・及川拓郎「本当に怖い童話」誌上にて連載中（2007年2月号 - ）
- ザ・クイズショウノベライズ（ポプラ社） 著・及川拓郎